# Totonachi

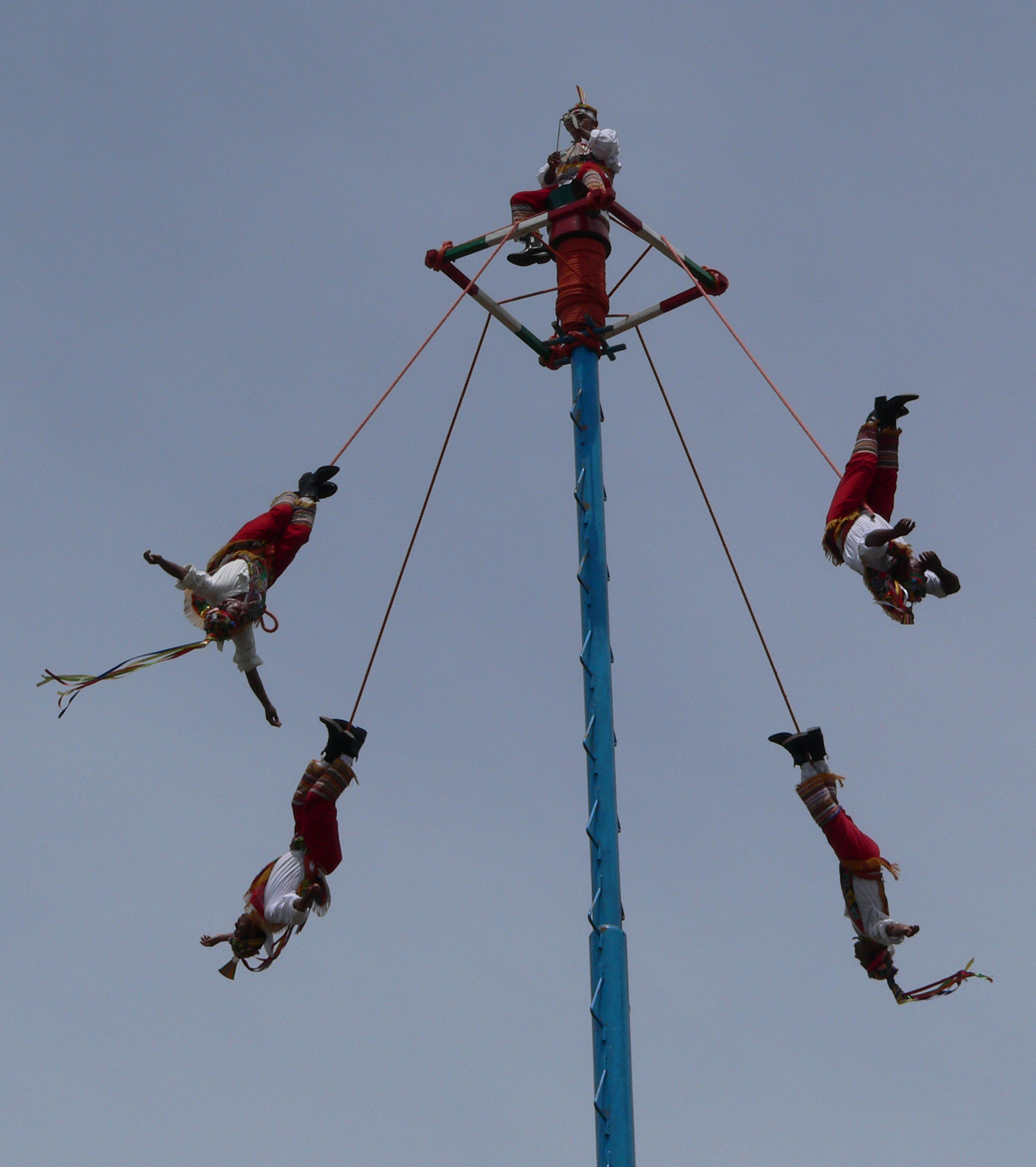
Totonachi di Papantla, stato di Veracruz, che praticano il rituale della danza de los Voladores.

I Totonachi erano un popolo che abitava la costa orientale e le regioni montagnose del Messico prima dell'arrivo dei conquistadores spagnoli nel 1519. I loro discendenti oggi vivono negli stati di Veracruz, Puebla, e Hidalgo. I Totonachi probabilmente costruirono la città pre-colombiana di El Tajín, e abitavano anche la città di Teotihuacán. Fino al XIV secolo, i Totonachi erano i maggiori produttori al mondo di vaniglia.

## Geografia e stile di vita
Nel XV secolo gli Aztechi chiamarono la regione abitata dai Totonachi con il nome Totonacapan; in quel periodo il dominio dei Totonachi si estendeva da Papantla a Cempoala. Nella regione si coltivava mais, cucurbita, fagioli, e peperoncino, e si producevano ambra liquida e cotone. Anche durante la disastrosa carestia avvenuta tra il 1450 e il 1454, la regione rimase un centro agricolo produttivo. In questo periodo molti Aztechi dovettero vendere sé stessi o dei membri della loro famiglia ai Totonachi come schiavi, in cambio di sostentamento alimentare. Le donne totonache erano tessitrici esperte, si vestivano elegantemente e ponevano piume tra i capelli. Il frate Bernardino de Sahagún le descriveva come "piuttosto eleganti". Anche gli uomini si vestivano bene, con abiti multicolori, collane, braccialetti e oggetti con penne di quetzal.

## Storia
La regione di Totonacapan era soggetta a incursioni militari Azteche sin dalla metà del XV secolo. Nonostante le fortificazioni costruite dagli invasori nella regione, la ribellione era sempre in atto. I centri maggiori dei Totonachi erano Papantla, popolata da 60.000 persone nel 1519, Xalapa, popolata da 120.000 persone, e Cempoala, popolata da circa 80.000 persone. Cempoala fu la prima città stato della mesoamerica ad essere visitata da Hernán Cortés durante la marcia verso la capitale Azteca di Tenochtitlán. I Totonachi di Cempoala si unirono a Cortés e assieme agli indios di Tlaxcala parteciparono alla conquista. Totonacapan venne incorporata sotto il regime spagnolo con poca violenza, ma la regione venne devastata da epidemie. A tutt'oggi vi sono circa 90.000 persone che parlano lingue totonache nella regione.

## Lingua
Le lingue Totonaca e Tepehua fanno parte di una famiglia di lingue isolate da quelle del resto della Mesoamerica. Le prime descrizioni di queste lingue, andate perdute, furono date dal frate Andrés de Olmos, che descrisse anche le lingue Nahuatl e Huasteca (Teenek).

## Religione
I Totonachi credono che la "anima di ogni persona sia fatta dalle dee madri". 
Se un neonato muore la sua anima "non va verso occidente, il luogo dei morti, ma ad est con le Madri".